# Urban (postać biblijna)
Urban – żyjąca w I wieku postać biblijna, święty katolicki i prawosławny.
Postać występująca w Nowym Testamencie w Liście do Rzymian apostoła Pawła (Rz 16, 9 (BT). O postaci wiemy jedynie z tego źródła. Był więc Urban współpracownikiem apostoła, który określał go jako swego współpracownika w Chrystusie. Określany jest jako chrześcijanin rzymskiego pochodzenia. Za sprawą Cezarego Baroniusza wpisany został do martyrologium pod dniem 31 października. W menologiach greckich wymieniany był obok Ampliata i Narcyza jako męczennik pochodzący z Aten lub Macedończyk, co nie znajduje potwierdzenia we wcześniejszych źródłach. 
Zaliczany do grona Siedemdziesięciu dwóch wysłańców Jezusa Chrystusa. Wspomnienie w grupie apostołów przypada na  4/17 stycznia.